# 말리세먀치크산
말리세먀치크산(러시아어: Малый Семячи)은 러시아 캄차카반도의 캄차카 화산군에 속하는 성층 화산 중 하나로, 정상에는 파랑색 화산호가 있다. 활동을 보이지 않는 화산이다. 정상은 해발 1,560m이다. 정상에 올라서면 카림스키 화산의 활동을 볼 수 있으며, 카림스키 화산보다 조금 더 높다.

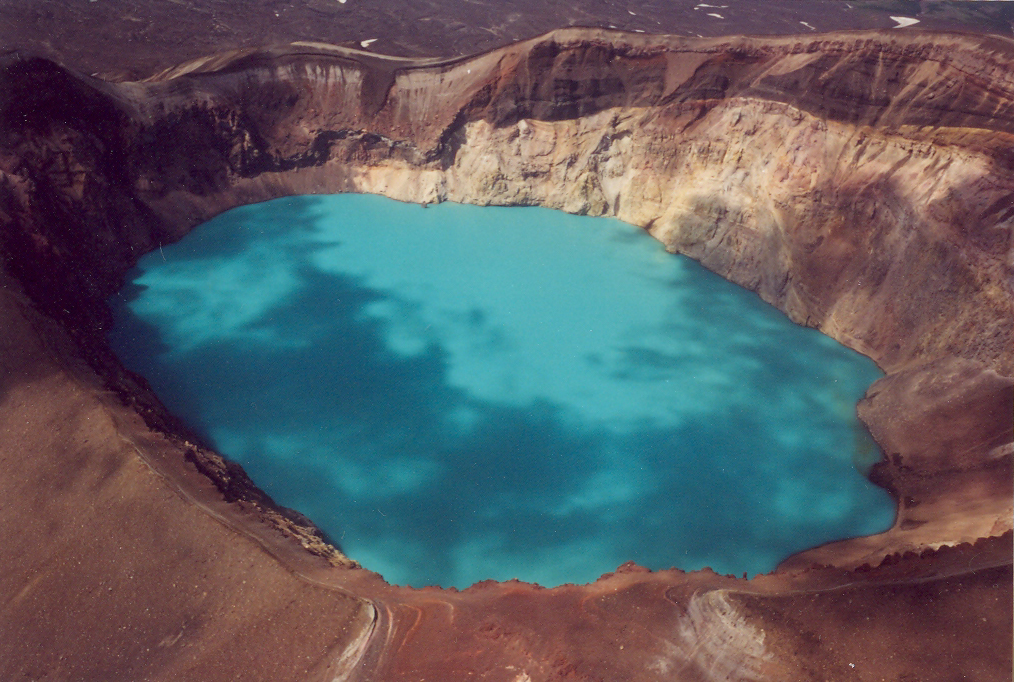
정상에 있는 칼데라